# 朱膺錄
唐年恭裕王朱膺錄（1464年—1539年），明朝岷順王朱音埑庶六子。明太祖朱元璋之玄孫。

## 生平
成化五年（1469年）十一月獲朝廷賜名膺錄。成化十三年（1477年）九月，明憲宗遣保定侯梁傅、鎮遠侯顧溥、西寧侯宋愷、武安侯鄭英、駙馬都尉石璟、馬誠、富陽伯李輿、武進伯朱霖、豐潤伯曹振、崇信伯費淮為正使，尚寶司司丞沈瑜、吏科左給事中梁鏞、戶科給事中唐盛、禮科給事中王坦、兵科給事中翟瑛、刑科給事中劉吉和、工科給事中方陟、中書舍人胡恭、吏部署員外郎事主事吳珉為副使，持節冊封朱膺錄為唐年王。成化十六年（1480年）四月，命恭順侯吳鑑、懷柔伯施鑑、成安伯郭鐄、永順伯薛勛為正使，尚寶司司丞李溥、中書舍人羅麟、戶部員外郎高弼、禮部員外郎呂㦂為副使，持節冊封南城兵馬副指揮張昇的女兒為唐年王妃。
岷靖王朱彦汰被革爵為庶人，明世宗命禮部令當地鎮巡官商議可以攝岷國國事者，都推舉朱彥汰子善化王朱譽桔，但江川王朱膺鐩、朱膺錄、長史朱維屏、紀善、唐鑑等各自上疏請求赦免朱彥汰，復其爵，讓其自新。朱彥汰也自陳謝罪。禮部以為他們的請求都不能答應，請求另選宗室管理岷國國事。嘉靖六年（1527年）六月，世宗同意。
嘉靖十八年（1539年），朱膺錄薨，朝廷赐谥号恭裕。嘉靖二十一年（1542年）十二月，嫡長子朱彥淍襲封。

## 家庭

### 妻妾
- 王妃張氏

### 子孙
- 嫡長子唐年王朱彥淍
- 庶第二子朱彥泓，弘治十四年（1501年）二月賜名[8]，正德十四年（1519年）七月以鎮國將軍管理沙陽王府事[9]
- 嫡第三子朱彥浛，弘治十六年（1503年）七月賜名[10]
- 庶第四子朱彥澬，弘治十八年（1505年）二月賜名[11]